# Nimbus '47
|  | Denne artikel er oprettet af botten PalnaBot ud fra en ekstern database. Den kan derfor have sproglige fejl eller mangler. Denne skabelon kan fjernes efter kontrol af indholdet. |

Nimbus '47 er en kortfilm instrueret af Mads Nygaard Hemmingsen efter manuskript af Mads Nygaard Hemmingsen, Timothy Ellis.